# Choleva nivalis
Choleva nivalis är en skalbaggsart som beskrevs av Ernst Gustav Kraatz 1856. Choleva nivalis ingår i släktet Choleva, och familjen mycelbaggar. Arten har ej påträffats i Sverige.